# Ctenotus gemmula
Ctenotus gemmula (самоцвітовий гребневухий сцинк) — вид сцинкоподібних ящірок родини сцинкових (Scincidae). Ендемік Австралії.

## Поширення і екологія
Самоцвітові гребневухі сцинки поширені у Південно-Західній Австралії. Вони живуть на піщаних рівнинах і пустищах, трапляються в банксієвих лісах і маллі.